# Suzanne Pleshette
Suzanne Pleshette (født 31. januar 1937 i New York – 19. januar 2008 i Los Angeles) var en amerikansk skuespiller som fik sit gennembrud i 1962 i horror-filmen Fuglene. Hun var også kendt for sin mangeårige rolle i den amerikanske 1970'er serie The Bob Newhart Show (1972-78). Hun huskes også fra rollen som Helen Stewart, damen som var vidne til et drab i Columbo-episoden "Dead Weight" fra 1971.
Pleshette var af jødisk ophav med forældre indenfor underholdningsindustrien.
Hun døde af lungekræft 19. januar 2008.

## Priser og nominationer

### Golden Globe
- 1991 – Nomineret – Best Performance by an Actress in a Mini-Series or Motion Picture Made for TV – Leona Helmsley: The Queen of Mean
- 1963 – Nomineret – Most Promising Newcomer – Female

### Emmy Awards
- 1991 – Nomineret – Outstanding Lead Actress in a Miniseries or a Special – Leona Helmsley: The Queen of Mean
- 1978 – Nomineret – Outstanding Lead Actress in a Comedy Series – The Bob Newhart Show
- 1977 – Nomineret – Outstanding Lead Actress in a Comedy Series – The Bob Newhart Show
- 1962 – Nomineret – Outstanding Single Performance by an Actress in a Leading Role – Dr. Kildare

### Andre priser
Annie Awards
- 1999 – Nomineret – Outstanding Individual Achievement for Voice Acting in an Animated Feature Production – The Lion King II: Simba's Pride

Laurel Awards
- 1970 – Nomineret – Female Comedy Performance – If It's Tuesday, This Must Be Belgium
- 1963 – Vinner – Top New Female Personality